# Château de Castellas (Dourgne)
Le château de Castellas ou de Castelas, est un ancien château-fort situé sur la commune de Dourgne, dans le Tarn, en région Occitanie (France).
Bâti au Xe siècle, il appartient à la famille de Dourgne, vassale des Trencavel. Ce statut et le ralliement à la cause cathare des seigneurs vaudront à cet édifice d'être détruit en 1212.

## Historique

### Origine
Le château du Castellas est mentionné pour la première fois vers 960 en même temps que l'église, sous le nom de « Durinano castro ». À cette date, il est offert par l’évêque de Toulouse, Hugues Ier, aux vicomtes Trencavel, en l’occurrence au vicomte d'Albi Aton II. Celui-ci le fait administrer par deux co-seigneurs, cités comme se nommant Bernard et Gausbert.
C'est alors un simple castrum, mais aussi le centre d'un des trois hameaux d'habitation correspondant à l'actuel village de Dourgne, situé aux confins de la vallée du Taurou. Il est de nouveau cité en 1025, « Castel Dornian », et 1035, « Durniano ».

### Du XIe siècle à la croisade des albigeois
En 1040, avec l'avènement de la féodalité, la maison Trencavel impose son droit de suzeraineté sur les terres, qui dépendent pourtant du comté de Toulouse. Mais grâce à la largesse et aux dons de cette puissante lignée, la famille de Dourgne, seigneurs du Castellas, se voit successivement rattacher Verdalle, Montcuq et Escoussens, respectivement en 1153, 1183, et 1186.
La seigneurie de Dourgne est alors dirigé par quatre co-seigneurs, issus de cette même famille de Dourgne, car au milieu du XIIe siècle, le seigneur Pons de Dourgne a légué ses terres non pas seulement à son aîné, mais à ses trois fils, Isnard de Dourgne, Bégon de Dourgne et Pierre de Puylaurens, ainsi qu'à son neveu Pierre de Tripol.
Néanmoins, à l'aube du XIIIe siècle, les vicomtes Trencavel se convertissent au catharisme, tandis que la famille de Dourgne en fait de même. Ainsi, peu après, lors de la croisade contre les albigeois, le chef des croisés Simon de Montfort se dirige vers Dourgne avec ses troupes catholiques, après avoir pris le village de Hautpoul et son château. Après d'intenses combats, Simon de Montfort parvient à s'emparer du château de Castellas le 22 avril 1212, et le fait détruire, du moins partiellement.

### La fin du château
Après le traité de Paris de 1229, le comte Raymond VII de Toulouse rachète la seigneurie de Dourgne qu'il fait gouverner par Jourdain de Saissac. Celui-ci est le neveu de Raimond de Dourgne, dernier seigneur du château de Castellas.
Ce dernier aurait été occupé ultérieurement pas des routiers, en 1397, puis définitivement abandonné. Au XVIIIe siècle, une carte du village fait état d'un « vieux fort » à son emplacement. Au XIXe siècle, on ne signale plus que de rares « substructions en petit appareil » et un arc en plein-cintre roman.
À partir du XXe siècle, l'exploitation d'une première carrière à Dourgne a fait disparaitre les dernières ruines de l'édifice. Une nouvelle carrière, située plus proche du village a quant à elle fait disparaitre les vestiges de la chapelle dite de Saint-Chipoli (ou Saint-Hippolyte). Le seul hommage à l'existence de ce château, est le nom donné à la grotte du Castelas.

## Famille de Dourgne
La famille de Dourgne, parfois nommée famille de Tripol, est une famille noble originaire du Languedoc, attestée seulement du XII au XIIIe siècle et vassale des Trencavel.

### Membres connus
- Isarn de Dourgne : Au XIIe siècle, il est le premier membre attesté de la famille. Ami avec le vicomte Raimond Ier Trencavel, il devient le tuteur de son fils, Roger II Trencavel, à sa mort. Ainsi, en 1153, il obtient la seigneurie de Verdalle et son château. En 1165, on le retrouve au côté de Roger II, devenu majeur, lors du concile de Lombers, auquel assiste aussi l'abbé de Saint-Pons-de-Thomières, Raymond de Dourgne, frère d'Isarn[4].
- Raimond de Dourgne, fils d'Isarn : En récompense de son aide dans la gestion de l'énorme patrimoine de la famille, les vicomtes Trencavel lui confient quantité de domaines[5]. Ainsi, en 1183 il obtient la seigneurie de Montcuq à Cuq-Toulza. En 1185, il est en possession d'Escoussens, et se voit autoriser à y bâtir le château éponyme[6]. Il possède aussi le village de Massaguel, le village de Puylaurens et son château, ainsi que le château de Cuq et d'autres terres comme à Lescout. En 1231, il vend la plupart de ses terres au comte Raymond VII de Toulouse, pour 1000 sous, mais continue à pouvoir résider en ses châteaux jusqu'à sa mort à un âge avancé en 1240[4] (ou jusqu'à son assassinat en 1239, selon d'autres sources[7]).
- Pierre de Dourgne : entre-temps, en 1187, apparait dans les textes un certain Pierre de Dourgne, un cousin ou oncle de Raimond, dont le surnom récurrent Pierre de Tripol dans les textes semblent être dû à sa participation au siège de Tripoli. Il semble être très proche de Raimond, avec qui il participe régulièrement à des échanges de terres[4].
- Sicard de Puylaurens : il serait le frère de Raimond de Dourgne[4]. Seigneur de Puylaurens, il combat aux côtés du comte de Toulouse lors de la croisade des albigeois. Sa ville est occupée pendant neuf ans par les croises, jusqu'à ce qu'il y revienne en 1220. Finalement, lorsque le roi Louis VIII y vient en 1228, Sicard de Puylaurens se soumet à lui[8].